# میرنس
میرنس (به هلندی: Mirns) یک منطقهٔ مسکونی در هلند است که در گاسترلاند واقع شده‌است. میرنس ۱۳۰ نفر جمعیت دارد.